# Зимни олимпийски игри 1952
Шестите зимни олимпийски игри се провеждат в Осло, Норвегия от 14 до 25 февруари 1952 г. 
За първи път игрите са проведени толкова на север. Норвежците организират олимпиадата перфектно и това събира огромен зрителски интерес. Единственият проблем е липсата на достатъчно сняг, поради което алпийските писти непрекъснато са поправяни.
За първи път зимни олимпийски игри са проведени в град до море. По-късно Игрите в Сапоро, Ванкувър и Сочи се провеждат край море. Също така това е единствената (към 2013 г.) зимна олимпиада, която се е провела в столица. За първи път са използвани компютри за изчисляването на точките във фигурното пързаляне. 
За пръв път жени взимат участие в ски бягането с включването на състезанието на 10 км за жени. Американецът Ричард Бътън прави първия троен скок във фигурното пързаляне.  Френската състезателка по фигурно пързаляне Жаклин дьо Биф достига нивото на трикратната олимпийска шампионка Соня Хени. 19-годишната Андреа Мийд-Лорънс от САЩ печели два златни медала в алпийските дисциплини и става звезда на игрите. Норвежецът Хялмар Андерсон печели три златни медала в бързото пързаляне с кънки – на 10 000, 5000 и 1500 m. 
Официален спонсор на олимпиадата е Овомалтин. 

## Кандидатури
Другите градове, кандидатирали се за домакинство, са Кортина д'Ампецо и Лейк Плесид.
Осло се кандидатира за домакинство по време на годишната среща на Международния олимпийски комитет в Стокхолм през юни 1947 г. В кандидатурата бива изтъкнато, че 400-хилядният град винаги е бил център на зимните спортове в Норвегия и е известен с рекордните тълпи, които посещават състезанията по ски на Холменколен. 

## Организация

### Спортни съоръжения
За Игрите е обновен стадион „Бислет“, построен е нов стадион с изкуствен лед за основната част от турнира по хокей на лед (Юрдал Амфи, Jordal Amfi), а един друг стадион е подобрен. Използвани са общо пет стадиона за хокей на лед. Ски скоковете и ски бяганията се провеждат в комплекса Холменколен. За състезанията по бобслей е изграден нов улей, недалеч от Холменколен. Слаломът се провежда на хълма Рьодклейва (Rødklejva), северно от Холменколен. Единствените състезания, които не се провеждат в Осло, са спускането и гигантския слалом от алпийските дисциплини, тъй като релефът на Осло не предлага възможност за това. 
Отчитането на времето става посредством електрически импулси, с изключение на състезанията по бързо пързаляне с кънки, където това е забранено от международните правила. 

### Съоръжения за настаняване
Построени са три олимпийски села. В Сон (Sogn)се помещават 600 представители на Австрия, Белгия, Великобритания, Германия, Гърция, Канада, САЩ, Франция и Швейцария. В Юлевол (Ullevål) са построени нови сгради за 400 представители на Австралия, България, Дания, Исландия, Нидерландия, Нова Зеландия, Норвегия, Унгария, Финландия, Швеция и Югославия. Построен е и хотел „Викинг“ с 343 стаи, в които са настанени 400 гости от организационния комитет и пресата.  В Ила (Ila) са настанени 200 души от Аржентина, Испания, Ливан, Полша, Португалия, Румъния, Чехословакия, Чили и Япония. 

## Събития

### Откриване
За първи път на зимни олимпийски игри има олимпийски огън. Той е запален в къщата на Сондре Нордхейм, организатор на първото състезание по ски през 1868 г., и е пренесен до Осло от 94 скиори.  Внесен е в стадиона от Еигил Нансен, внук на Фритьоф Нансен. 
Игрите са открити на стадион „Бислет“ от принцеса Раигнилд, тъй като по това време крал Хокон VII е на погребението на Джордж VI във Великобритания. По време на церемонията по откриването британската делегация носи черни ленти в чест на починалия им четири дни по-рано крал Джордж VI. Олимпийската клетва е прочетена от ски-скачача Турбьорн Фалкангер.  Церемонията по откриването е посетена от 17 040 души. 

### Състезания
Стадион „Бислет“ има капацитет за 27 000 зрители, от които 3000 седящи. На хокейния стадион Юрдал Амфи има 9000 места, всички за правостоящи. На Холменколен има 9000 седящи места от двете страни на шанцата, както и 10 000 места за правостоящи при мястото за приземяване. Освен това около 130 000 зрители могат да стоят в площите около шанцата. Спускането и гигантския слалом могат да бъдат проследени от 8000 зрители на живо; състезанията по бобслей – от 12 000. 
Общият брой на посетителите на олимпийските игри е 541 407 души. 

### Закриване
Церемонията по закриването е посетена от 23 447 души. 

## Програма
| ЦО | Церемония по откриването | ● | Състезания | 1 | Финали на състезания‡ | ЦЗ | Церемония по закриването |

| Февруари 1952           | 14 Чет | 15 Пет | 16 Съб | 17 Нед | 18 Пон | 19 Вт | 20 Ср | 21 Чет | 22 Пет | 23 Съб | 24 Нед | 25 Пон | Събития |
| ----------------------- | ------ | ------ | ------ | ------ | ------ | ----- | ----- | ------ | ------ | ------ | ------ | ------ | ------- |
| Церемонии               |        | ЦО     |        |        |        |       |       |        |        |        |        | ЦЗ     |         |
| Бобслей                 | ●      | 1      |        |        |        |       |       | ●      | 1      |        |        |        | 2       |
| Бързо пързаляне с кънки |        |        | 1      | 1      | 1      | 1     |       |        |        |        |        |        | 4       |
| Северна комбинация      |        |        |        | 1      |        |       |       |        |        |        |        |        | 1       |
| Ски алпийски дисциплини | 1      | 1      | 1      | 1      |        | 1     | 1     |        |        |        |        |        | 6       |
| Ски бягане              |        |        |        |        | 1      |       | 1     |        |        | 2      |        |        | 4       |
| Ски скокове             |        |        |        |        |        |       |       |        |        |        | 1      |        | 1       |
| Фигурно пързаляне       |        |        | ●      | ●      |        | ●     | 1     | 1      | 1      |        |        |        | 3       |
| Хокей на лед            |        | ●      | ●      | ●      | ●      | ●     | ●     | ●      | ●      | ●      | ●      | 1      | 1       |
| Банди†                  |        |        |        |        |        |       |       | ●      | ●      |        | ●      |        |         |
| Финали за деня          | 1      | 2      | 2      | 3      | 2      | 2     | 3     | 1      | 2      | 2      | 1      | 1      | 22      |
| Сума на финалите        | 1      | 3      | 5      | 7      | 10     | 12    | 15    | 16     | 18     | 20     | 21     | 22     | 22      |

† Банди е демонстрационен спорт на олимпийските игри в Осло, затова не са раздадени медали

‡ Числото показва броя на финалите във всеки спорт за деня

## Участници
Участват 694 състезатели, 585 мъже и 109 жени от 30 страни . СССР не участва на олимпиадата по политически причини, въпреки че участва на лятната олимпиада в Хелзинки през лятото на същата година.  Германия и Япония са поканени да участват за първи път на олимпийски игри след Втората световна война. Португалия и Нова Зеландия също дебютират на зимни олимпийски игри.  Олимпийският комитет на ГДР не е признат, затова всички германски спортисти са от Западна Германия. 
България е представена от десет скиори. Само алпиецът Георги Димитров показва сравнително прилични резултати в това трето участие на България на зимни олимпийски игри . Останалите български представители са алпийските скиори Димитри Атанасов, Димитър Дражев и Георги Митров и ски бегачите Христо Дончев, Васил Груев, Петър Ковачев, Петър Николов, Иван Стайков и Борис Стоев. 
Участниците подписват декларации, че са аматьори и че спортът не е нищо повече от почивка за тях и от него не произлизат нито директни, нито индиректни материални облаги. Това не се спазва от много от участниците. Австрийските състезатели по ски алпийски дисциплини биват назначени във фирми, които им позволяват да тренират от ноември до края на зимата, а таксите им за ползване на пистите се плащат от федерацията по ски. Студентите в американски университети биват освободени от лекции, за да тренират. Според президента на Съветския олимпийски комитет, генерал Громов, „професионален спортист е този, който определя възнаграждението си преди старта. В социалистическия Съветски съюз няма професионален спорт. Платените награди след победата са заслуженото възнаграждение“. 

## Медали
| Място | Държава        | Злато | Сребро | Бронз | Общо |
| 1     | Норвегия       | 7     | 3      | 6     | 16   |
| 2     | САЩ            | 4     | 6      | 1     | 11   |
| 3     | Финландия      | 3     | 4      | 2     | 9    |
| 4     | Австрия        | 2     | 4      | 2     | 8    |
| 5     | ФРГ            | 2     | 0      | 0     | 2    |
| 6     | ГДР            | 1     | 2      | 2     | 5    |
| 7     | Канада         | 1     | 0      | 1     | 2    |
| 8     | Италия         | 1     | 0      | 1     | 2    |
| 9     | Великобритания | 1     | 0      | 0     | 1    |
| 10    | Холандия       | 0     | 3      | 0     | 3    |